# Verwaltungsgemeinschaft Bürgel
Die Verwaltungsgemeinschaft Bürgel lag im thüringischen Saale-Holzland-Kreis. In ihr hatten sich die Stadt Bürgel und drei Gemeinden zur Erledigung ihrer Verwaltungsgeschäfte zusammengeschlossen. Sitz war in Bürgel.

## Gemeinden
- Bürgel, Stadt und Verwaltungssitz
- Graitschen bei Bürgel
- Nausnitz
- Poxdorf

## Geschichte
Die Verwaltungsgemeinschaft wurde am 24. Januar 1992 gegründet. Die Auflösung erfolgte am 3. Juni 1996. Mit Wirkung zum 4. Juni 1996 wurde Bürgel erfüllende Gemeinde für die anderen drei Mitgliedsgemeinden, wodurch die Verwaltungsgemeinschaft aufgelöst wurde.